# White Cargo
White Cargo é um filme estadunidense de 1942, estrelado por Hedy Lamarr e Walter Pidgeon, e dirigido por Richard Thorpe. Lançado pela Metro-Goldwyn-Mayer, é baseado na peça de mesmo nome do dramaturgo Leon Gordon.

## Elenco
- Hedy Lamarr como Tondelayo
- Walter Pidgeon como Harry Witzel
- Frank Morgan como O Doutor
- Richard Carlson como Langford
- Reginald Owen como Capitão da Rainha do Congo
- Henry O'Neill como Reverendo Dr. Roberts
- Bramwell Fletcher como Wilbur Ashley
- Clyde Cook como Ted
- Leigh Whipper como Jim Fish
- Oscar Polk como Umeela
- Darby Jones como Darby
- Richard Ainley como Worthing